# Janusz Ekiert
Janusz Ekiert (ur. 8 stycznia 1931 w Przemyślu, zm. 31 maja 2016 w Warszawie) – polski muzykolog, krytyk muzyczny, publicysta, popularyzator muzyki i wiedzy o muzyce.

## Życiorys
W 1954 ukończył studia w klasie fortepianu w Państwowej Wyższej Szkole Muzycznej w Krakowie, zaś w 1959 ukończył studia w zakresie muzykologii na Uniwersytecie Warszawskim.
Recenzent i juror międzynarodowych festiwali muzycznych, m.in. w Amsterdamie, Rzymie, Dubrowniku . Jako osobowość telewizyjna występował w roli eksperta w programie Telewizji Polskiej Wielka gra. W latach 60. był związany z Violettą Villas, do śmierci był mężem pianistki Lidii Grychtołówny. W 2008 został odznaczony Srebrnym Medalem „Zasłużony Kulturze Gloria Artis”.
Był głównym ekspertem i autorem pytań ze wszystkich tematów o muzyce poważnej w teleturnieju Wielka gra, wspierali go Zbigniew Pawlicki i Józef Kański.
Został pochowany na cmentarzu parafii pw. Matki Bożej Bolesnej w Rybniku, mieście, w którym urodziła się jego żona Lidia Grychtołówna.

## Wybrane książki
- Wirtuozi (1957)
- Gawędy o instrumentach muzycznych (1958)
- W kręgu opery i baletu (1958)
- 500 zagadek muzycznych (1966; w 1970 wyd. 2. poprawione)
- Zagadki muzyczne 1995 (Wydawnictwo Alfa-Wero)
- Pejzaże z fetyszem (1986)
- Bilet do raju (1987)
- Lustro epoki (1988)
- Pochowam tu sekret (2004)
- Bliżej muzyki. Encyklopedia (2006)
- Fryderyk Chopin. Biografia ilustrowana (2009) (wydana także jako ang. Chopin. An Illustrated Biography)
- Chopin wiecznie poszukiwany (2010) (wydana także jako ang. The Endless Search for Chopin)

## Upamiętnienie
- Tablica pamiątkowa na budynku przy ul. Marszałkowskiej 45/49 w Warszawie, w którym mieszkał w latach 1959–2016.